# Doğanyol
Doğanyol (früher Keferdiz – kurdischer Name des Ortes) ist eine Stadtgemeinde (Belediye) im gleichnamigen Ilçe (Landkreis) der Provinz Malatya in Ostanatolien und zugleich eine Gemeinde der 2012 geschaffenen Büyüksehir belediyesi Malatya (Großstadtgemeinde/Metropolprovinz). Seit der Gebietsreform 2013 ist die Gemeinde flächen- und einwohnermäßig identisch mit dem Landkreis.
Doğanyol liegt im Süden der Provinz und grenzt an die Provinzen Adıyaman, Diyarbakır und Elazığ. Doğanyol ist der bevölkerungsärmste und kleinste Stadtbezirk der Büyüksehir belediyesi.
In römischen Quellen hieß Doğanyol Gerbedisso, was aramäischen Ursprungs ist.

## Verwaltung
Bis zu seiner Bildung 1990 war Doğanyol ein Bucak im Landkreis Pütürge. Das Gesetz Nr. 3644 gliederte ihn von dort aus. Die 17 Dörfer hatten zur letzten Volkszählung 1985 10.372 Einwohner (1990 als Kreis: 11.478), davon der gleichnamige Verwaltungsort 2.503 (1990: 3.723).
(Bis) Ende 2012 bestand der Landkreis neben der Kreisstadt aus der Stadtgemeinden (Belediye) Gökçe sowie 13 Dörfern (Köy), die während der Verwaltungsreform 2013 in Mahalle (Stadtviertel/Ortsteile) überführt wurden. Die zwei existierenden Mahalle der Kreisstadt blieben erhalten, während die Mahalle von Gökçe vereint wurden. Die Zahl der Mahalle stieg durch die Herabstufung auf 16 an. Den Mahalle steht ein Muhtar als oberster Beamter vor.
Ende 2020 lebten durchschnittlich 246 Menschen in jedem Mahalle, 849 Einw. im bevölkerungsreichsten (Çolak Mah.).

## Geschichte
Die im Stadtlogo manifestierte Jahreszahl (1972) dürfte ein Hinweis auf das Jahr der Erhebung zur Stadtgemeinde (Belediye) sein.
Am 24. Januar 2020 ereignete sich ein Erdbeben, dessen Epizentrum in der Nähe des Ortes lag. Dabei wurden mindestens 16 Häuser im Ort zerstört und zahlreiche weitere beschädigt.

## Persönlichkeiten
- Kemal Sunal (1944–2000), Schauspieler